# Donald O’Connor
Donald David Dixon Ronald O’Connor (* 28. August 1925 in Chicago, Illinois; † 27. September 2003 in Calabasas, Kalifornien) war ein US-amerikanischer Schauspieler, Sänger, Moderator und Tänzer. Den Höhepunkt seiner Karriere erreichte er in den 1940er- und 1950er-Jahren bei Universal Pictures, seine wohl bekannteste Rolle hatte er 1952 als Cosmo Brown im Filmklassiker Singin’ In The Rain.

## Leben und Karriere
Donald O’Connor wurde als Sohn der Vaudeville-Entertainer Irene und John Edward „Chuck“ O’Connor in Chicago geboren. Die Familie seines Vaters stammte ursprünglich aus County Cork in Irland. Als Kind war Donald in einen Autounfall vor einem Theater in Hartford verwickelt, bei dem seine Schwester ums Leben kam. Nur wenige Wochen nach dem Tod seiner Tochter verstarb auch O’Connors Vater an einem Herzinfarkt. Der Halbwaise stand fortan auf den Theaterbühnen und hatte bereits mit zwölf Jahren seinen ersten Filmauftritt in dem Musical Melody for Two (1937). Schon bald folgten weitere Nebenrollen für O’Connor, etwa an der Seite von Bing Crosby in Sing You Sinners (1938) oder in dem Abenteuerfilm Drei Fremdenlegionäre (1939) mit Gary Cooper, Robert Preston und Ray Milland in den Hauptrollen. Neben seinen Filmauftritten erhielt der Kinderdarsteller eine Ausbildung in Gesang und Tanz.
Nachdem O’Connor aus seinen Kinderrollen herausgewachsen war, unterschrieb er 1941 einen Studiovertrag bei Universal Pictures. Er spielte Hauptrollen in einer langen Reihe von kleineren Musicalfilmen, die vor allem auf das jugendliche Publikum abzielten. Zu seinen häufigsten Partnerinnen bei Universal zählten Peggy Ryan und Gloria Jean, neben denen er in jeweils vier Filmen auftrat. Ab 1944 absolvierte O’Connor seinen Einsatz im Zweiten Weltkrieg, wobei Universal einige seiner Filme so lange vor der Veröffentlichung in den Kinos zurückhielt, dass auch während seiner zweijährigen Schauspielabstinenz noch regelmäßig neue Filme mit ihm im Kino erschienen. Sein erster Film nach seinem Kriegseinsatz war Something in the Wind (1947), wo er neben Deanna Durbin die männliche Hauptrolle spielte. Weitere Musicalfilme bei Universal wie Yes Sir, That’s My Baby (1949) unter der Regie von George Sherman folgten. 1950 spielte O’Connor die Hauptrolle in der Filmkomödie Francis, ein Esel – Herr General, die von dem Soldaten Peter Stirling handelt, der sich mit einem sprechenden Esel namens Francis anfreundet. Der Film war so erfolgreich, dass bis 1955 noch fünf weitere Filme mit O’Connor und Esel Francis folgten. O’Connor äußerte sich später etwas frustriert, dass der Esel mehr Fanbriefe als er erhalten habe.
Seinen heute wohl bekanntesten Auftritt hatte O’Connor 1952 an der Seite von Gene Kelly und Debbie Reynolds im Musical-Klassiker Singin’ in the Rain. Als Cosmo Brown spielte er dabei den aufgedreht-liebenswerten Freund und Kollegen von Kellys Hauptfigur und sang das bekannte Lied Make ’Em Laugh, bei dem er auch sein Talent für dynamische Tanzeinlagen zeigen konnte. Seine Leistung in Singin’ in the Rain wurde mit einem Golden Globe Award bedacht. Mitte der 1950er-Jahre befand sich O’Connors Karriere auf dem Höhepunkt. In Walter Langs Musical-Filmdrama Rhythmus im Blut (1954) war er der Filmpartner von Marilyn Monroe. Zwischen 1954 und 1955 produzierte der Fernsehsender NBC die Musical-Sitcom The Donald O’Connor Show mit ihm in der Hauptrolle. Davor hatte er bereits erfolgreich an der Fernseh-Comedyshow Colgate Comedy Hour mitgewirkt. Ebenfalls bildete er gemeinsam mit Fredric March das Moderatoren-Duo der Oscarverleihung 1954.
Das zunehmende Alter des auf jungenhafte Rollen abonnierten O’Connor, seine beginnenden Alkoholprobleme sowie die allgemein nachlassende Popularität des Hollywood-Musicals in dieser Zeit gelten als Faktoren, warum O’Connors Karriere in der zweiten Hälfte der 1950er-Jahre ins Stocken geriet. Nach seinem Weggang von Universal war er 1957 als Stummfilmstar Buster Keaton in der eher inakkuraten Filmbiografie Der Mann, der niemals lachte zu sehen, konnte aber keinen nachhaltigen Eindruck hinterlassen. Anschließend wurden Hauptrollen in Hollywood für ihn selten. 1961 spielte er die Titelrolle in dem italienischen Abenteuerfilm Aladins Abenteuer.
Ab den 1960er-Jahren verlegte sich O’Connor auf Gastauftritte in Fernsehserien, darunter auch in Deutschland ausgestrahlte Serien wie Love Boat, Mord ist ihr Hobby und Die Nanny. Weiterhin war er in Nebenrollen in einigen Hollywood-Filmen zu sehen. Er spielte viel Theater und trat Anfang der 1980er-Jahre am Broadway in den Musicals Bring Back Birdie und Show Boat auf. Mit zunehmendem Alter bevorzugte er kleinere Rollen, für die er nur wenige Tage sein Zuhause verlassen musste. 1992 war der Künstler an der Seite von Robin Williams als sterbender Spielzeugfabrikant in Toys zu sehen. O’Connors letzter Film war die Matthau-Lemmon-Komödie Tango gefällig? aus dem Jahr 1997.

### Privatleben
Von 1944 bis 1954 war O’Connor mit der Schauspielerin Gwen Carter verheiratet, aus dieser Ehe ging ein Kind hervor. Nach der Scheidung von Gwen Carter heiratete er 1956 die Schauspielerin Gloria Noble (1928–2013), mit der er bis zu seinem Tod verheiratet blieb. Sie hatten drei Kinder. Sein Privatleben hatte jedoch auch Schattenseiten, so war er bis 1979 Alkoholiker und erst durch längere Klinikaufenthalte gelang es ihm, seine Alkoholsucht in den Griff zu bekommen. Am 27. September 2003 starb Donald O’Connor im Alter von 78 Jahren an Herzversagen.

## Filmografie (Auswahl)
- 1937: Melody for Two
- 1938: Sing Your Sinners
- 1938: Tom Sawyer, Detective
- 1939: Drei Fremdenlegionäre (Beau Geste)
- 1939: On Your Toes
- 1942: What’s Cookin’?
- 1942: When Johnny Comes Marching Home
- 1943: Mr Big
- 1943: Top Man
- 1944: Follow the Boys
- 1944: Patrick the Great
- 1944: The Merry Monahans
- 1947: Something in the Wind
- 1948: Are You with It?
- 1950: Francis, ein Esel – Herr General (Francis)
- 1950: Ärger in Cactus Creek (Curtain Call in Cactus Creek)
- 1951: Francis Goes to the Races
- 1952: Du sollst mein Glücksstern sein (Singin’ in the Rain)
- 1952: Francis Goes to West Point
- 1953: Madame macht Geschichte(n) (Call Me Madam)
- 1953: Fotograf aus Liebe (I Love Melvin)
- 1953: Francis Covers the Big Town
- 1953: Walking My Baby Back Home
- 1954: Francis Joins the WACS
- 1954: Rhythmus im Blut (There’s No Business Like Show Business)
- 1954–1955: The Donald O’Connor Show (Fernsehserie)
- 1955: Francis in the Navy
- 1956: Broadway-Zauber (Anything Goes)
- 1957: Der Mann, der niemals lachte (The Buster Keaton Story)
- 1961: Ein Haus in Yokoshimi (Cry for Happy)
- 1961: Aladins Abenteuer (Le Meraviglie di Aladino)
- 1965: Das Schlafzimmer ist nebenan (That Funny Feeling)
- 1971: Li’l Abner (Fernsehfilm)
- 1974: Meiner Frau bleibt nichts verborgen (The Girl with Something Extra, Fernsehserie, Folge 1x19)
- 1974: Das gibt’s nie wieder (That’s Entertainment!)
- 1976: Die Sieben-Millionen-Dollar-Frau (The Bionic Woman, Fernsehserie, Folge 1x04)
- 1978: Der große Trick (The Big Fix)
- 1981: Imbiss mit Biss (Alice, Fernsehserie, Folge 6x02)
- 1981: Ragtime
- 1981–1986: Love Boat (The Love Boat, Fernsehserie, drei Folgen)
- 1982: Fantasy Island (Fernsehserie, Folge 5x15)
- 1982: Freitag, der 713. (Pandemonium)
- 1983: Simon & Simon (Fernsehserie, Folge 3x01)
- 1983: Hotel (Fernsehserie, Folge 1x10)
- 1985: Alice im Wunderland (Alice in Wonderland, Miniserie)
- 1987: Ein Engel auf Erden (Highway to Heaven, Fernsehserie, Folge 4x06)
- 1990: Mord ist ihr Hobby (Murder, She Wrote, Fernsehserie, Folge 6x16)
- 1992: Geschichten aus der Gruft (Tales from the Crypt, Fernsehserie, Folge 4x12)
- 1992: Toys
- 1994: Bandit – Ein ausgekochtes Schlitzohr gibt Gas (Bandit’s Silver Angel, Fernsehfilm)
- 1996: Frasier (Fernsehserie, Folge 3x19)
- 1996: Die Nanny (The Nanny, Fernsehserie, Folge 4x05)
- 1997: Tango gefällig? (Out to Sea)

## Auszeichnungen
- 1952: Golden Globe Award in der Kategorie Bester Hauptdarsteller – Komödie oder Musical für Singin’ In The Rain
- 1954: Emmy in der Kategorie Bester Darsteller in einer Fernsehserie für The Colgate Comedy Hour
- 1954: Laurel Award in der Kategorie Bester Hauptdarsteller in einem Musical für Madame macht Geschichte(n)
- 1960: Zwei Sterne auf dem Hollywood Walk of Fame in den Kategorien Film und Fernsehen (1680 Vine Street. und 7021 Hollywood Blvd.)